# Blender
Blender je odprto programsko orodje za grafično 3D modeliranje, animiranje, komponiranje, post produkcijo, 3D manipulacijo v realnem času, izdelovanje 3D računalniških iger in predvajalnik naštetega. Vključuje tudi vgrajen programski jezik Python, s katerim lahko uporabnik avtomatizira in dodatno razširi možnosti tega edinstvenega programa. Na voljo je za večino modernih operacijskih sistemov.
Z najnovejšimi različicami  se je Blender (2.4+) močno približal svojim komercialnim konkurentom, kot so Maya, Softimage, Houdini, 3D Max, Cinema 4D, itd., in jih v določenih stvareh tudi že prehitel. Google je leta 2006 sponzoriral BSoC (Blender Summer of Code), ki je potekal vzporedno z Blender produkcijo prvega prostega filma Elephants Dream, in tako omogočil dodatno vgradnjo nekaterih 3D orodij, ki so bila prej na voljo zgolj v nekaterih plačljivih 3D paketih.

## Zgodovina
Blender je bil ustvarjen kot hišno 3D orodje nizozemskega animacijskega studia NeoGeo in NaN; idejni vodja in glavni programer, Ton Roosendaal je ustanovil podjetje NaN leta 1998 za nadaljnji razvoj in distribucijo programa. Program je bil distrubuiran kot Shareware do bankrota podjetja NaN leta 2002.
Ton Roosendaal se je z investitorji pogodil, da se po zbranih €100,000. Blender izda pod GNU licenco. 18. julija 2002 je Ton pričel z zbiranjem sredstev, s pomočjo internetnih in drugih donatorjev mu je to uspelo v dobrih dveh mesecih, torej od 7. septembra 2002 je Blender prost.

## O programu
Blender je relativno male namestitvene velikosti. Jedro programa je napisano v programskem jeziku C, kar omogoča visoke hitrosti računanja in zavidljivo odzivnost s podporo knjižnice OpenGL. Dokumentacija in primeri so na voljo tako na internetu, kot tudi v tiskani obliki in formatu DVD. Program ima večino možnosti, ki so značilne za profesionalna 3D orodja:
- Podpora poligonskih mrež, Catmull-Clarkovih površin, Bézierovih krivulj, NURBS površin, metažoge, vektorskih tipografij, itd.
- Izrisovanje z dodatnimi zunanjimi možnostmi: Yafray, Povray, Indigo, Renderman, Maxwell, itd.
- Animacijska orodja vključujejo poleg standardnih interpolacijskih krivulj tudi inverzno kinematiko, armature (sl:?), različne deformacije, detekcije trkov, različne fizikalne simulacije tekočin, delcev, vetra, gravitacije, itd.
- Python skriptni jezik za izdelovanje programskih prototipov, programskih orodij, uvoznih/izvoznih filtrov, itd.
- Večplastna ne-linearna video montaža.
- Orodja za izdelovanje iger vključujejo različne interaktivne možnosti in programabilno logiko.